# Einat Wilf

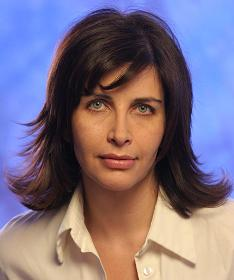
Einat Wilf (2008)

Einat Wilf (hebräisch עֵיְנַת וִילְף ʿEjnat Wīlf; geboren am 11. Dezember 1970 in Jerusalem) ist eine israelische Politologin und ehemalige Knesset-Abgeordnete.

## Leben
Einat Wilf leistete ihren Wehrdienst beim Militärnachrichtendienst Unit 8200. Wilf studierte an der Harvard University (B.A.) und am Insead (MBA). Sie wurde als Politikwissenschaftlerin am Wolfson College der University of Cambridge promoviert. Sie arbeitet als Politikberaterin.
Sie kandidierte für die Partei ʿAvoda erfolglos bei den Wahlen zur Knesset 2003 und 2009, rückte dann aber im Jahr 2010 für den zurückgetretenen Ophir Pines-Paz nach. Sie war 2011 Mitgründerin der Partei HaʿAtzmaʾut, welche nicht zur Knessetwahl 2013 antrat.
Wilf war von 2007 bis 2017 mit dem deutschen Journalisten Richard Gutjahr verheiratet, sie haben einen Sohn.

## Schriften (Auswahl)
- My Israel, Our Generation. BookSurge Publishing, 2007, ISBN 1-4196-5913-8
- “Back to Basics: The Road to Saving Israel's Education (at no extra cost).” in: Jediʿot Acharonot, 2008
- Global actors and global politics : the case of the World Jewish Congress campaign against the Swiss Banks. Dissertation Cambridge 2008
- Winning the War of Words: Essays on Zionism and Israel. CreateSpace Independent Publishing Platform, 2015, ISBN 978-1-5150-7297-3
- Telling Our Story: Essays on Zionism, the Middle East, and the Path to Peace. CreateSpace Independent Publishing Platform, 2018, ISBN 978-1-5150-7297-3
- mit Adi Schwartz: The War of Return. Kinneret Zmora-Bitan Dvir, 2018, ISBN 978-965-566-700-4.
  - deutschsprachige Ausgabe: Der Kampf um Rückkehr. Wie die westliche Nachsicht für den palästinensischen Traum den Frieden behindert hat, übersetzt von Michael Pietrucha, Hentrich & Hentrich, Leipzig 2022, ISBN 978-3-95565-551-8.